# ゴルフ・ザ・ミュージカル〜ゴルフなんて大嫌い!
『ゴルフ・ザ・ミュージカル 〜ゴルフなんて大嫌い!』（ゴルフ・ザ・ミュージカル ゴルフなんてだいきらい）は、日本で2006年に上演されたミュージカルである。オフ・ブロードウェイで上演された、マイケル・ロバーツ脚本のGolf the Musicalを元に、日本版として上演された。
鬼の里カントリークラブの18ホールを舞台とし、4人のプレイヤーとキャディーによって繰り広げられる物語である。

## 出演
- 川平慈英 - ワッキー：フリーのコピーライター兼CMディレクター。ゴルフは全くの初心者。
- 相島一之 - クロちゃん：広告代理店に勤める営業マン。ゴルフ歴10年。
- 堀内敬子 - サカシタちゃん：広告代理店のOL。クロちゃんの部下で、社内不倫中。
- 池田成志 - カラクサギさん：食品会社「南国かいわれ」創業者の息子で、次期社長（予定）。
- 高橋由美子 - 糸満ルリ：鬼の里カントリークラブに勤めるキャディー。

## スタッフ
- 脚本・作詞・作曲：マイケル・ロバーツ
- 日本語版台本・演出：福島三郎
- 企画・製作：パルコ・東宝芸能

## 公演会場
いずれも2006年の公演である。
- 東京：PARCO劇場（10月8日 - 10月29日）
- 静岡：静岡市民文化会館（11月7日）
- 愛知：愛知厚生年金会館（11月13日）
- 大阪：大阪厚生年金会館（11月15日・16日）
- 福岡：大野城まどかぴあ（11月23日）
- 宮城：イズミティ21（11月27日）
- 新潟：りゅーとぴあ・劇場（11月29日）